# Albert De Bunne
Albert De Bunne (ur. 16 lutego 1896 w Brukseli) – belgijski kolarz szosowy i torowy, brązowy medalista olimpijski.

## Kariera
Największy sukces w karierze Albert De Bunne osiągnął w 1920 roku, kiedy w drużynowej jeździe na czas zespół w składzie: Albert Wyckmans, Albert De Bunné, Bernard Janssens i André Vercruysse zdobył brązowy medal podczas igrzysk olimpijskich w Antwerpii. Był to jedyny medal wywalczony przez De Bunné’a na międzynarodowej imprezie tej rangi. Na tych samych igrzyskach w rywalizacji indywidualnej zajął piątą pozycję, a razem z kolegami z reprezentacji był czwarty w drużynowym wyścigu na dochodzenie, przegrywając walkę o podium z reprezentantami Związku Południowej Afryki. W 1919 roku wywalczył indywidualnie szosowe mistrzostwo Belgii, a w latach 1921, 1922, 1926 i 1927 zwyciężał również w sprincie. Nigdy nie zdobył medalu na szosowych ani torowych mistrzostwach świata.